# La Resource (Santa Lucía)
La Resource es una localidad de Santa Lucía que forma parte del distrito de Vieux Fort.